# Новосибирский автобус
Новосибирский автобус — система автобусного пассажирского городского транспорта в Новосибирске. Создана в 1923 году. Основной вид наземного общественного транспорта города. Сеть городских автобусов затрагивает не только территорию города, но и города-спутники Обь, Бердск, р.п Краснообск, р.п. Кольцово.
Особенностью транспортной системы города является высокая (для города с метрополитеном) доля маршрутных такси в пассажирских перевозках, дублирование метрополитена и пригородных электропоездов маршрутами наземного транспорта, малое количество муниципального транспорта, значительный пассажиропоток внутри города у некоторых пригородных маршрутов.

## История
Первый автобус появился в Новосибирске в 1923 году. Отдел коммунального хозяйства городского совета переоборудовал два грузовика марки "Уайт", установив на них посадочные места (12 единиц в каждом), и выпустил их по первому в городе маршруту. Первые автобусы ходили между вокзалом, центральной частью города и районом Закаменка (в районе нынешней ГПНТБ). В июле 1923 года газета "Советская Сибирь" писала: "Недавно губкоммунотдел организовал автомобильное сообщение на автомобусе по городу между вокзалом, Базарной площадью и Закаменкой. Плата за проезд по линии установлена в 10 руб. В недалёком будущем начнёт ходить ещё один автомобус по тем же линиям".
В 1925 году в городе было уже 13 автобусов (3 государственных и 10 частных). Автобусы не отапливались и проработали до зимы.
С 15 июля 1926 года функции перевозчика взял на себя Автопромторг (монополист, выполнявший в то время в СССР все автобусные перевозки). Из Омска прибыло несколько автобусов, переоборудованных из грузовиков марки "Форд" и "Фиат". А в 1927 году Автопромторг получил двенадцать машин "Додж", кузова для которых были изготовлены в Новосибирске, и две машины "Зауэр" с кузовами завода "АМО".
В конце 20-х годов горсовет принял решение об образовании смешанного государственно-частного автобусного общества. В это же время в городе появились и первые автобуса советского производства АМО-Ф-15.
К 1929 году автопарк Новосибирска насчитывал сорок машин, из которых одиннадцать были советского производства.
К 1937 году городской автопарк сократился до 30 автобусов, работающих на четырёх маршрутах. Медленное развитие объяснялось наличием трамвая и неудовлетворительным состоянием дорог. После начала асфальтирования дорог количество маршрутов выросло в три раза.
Начавшаяся Великая Отечественная война внесла коррективы в работу новосибирской автотранспортной конторы. Большинство машин передаются армии, а на базе автопарка разместился опытный самолётостроительный завод №51, эвакуированный из Москвы. Автобусные перевозки осуществлялись в небольшом объёме. Так, в январе 1943 года автобусов в движении было в среднем три единицы. Но они оставались жизненно необходимыми, так как от своевременной перевозки людей из отдалённых районов на заводы зависела бесперебойная работа предприятий.
В 1947 году в автопарке Новосибирска насчитывалось четырнадцать машин. Пассажирские перевозки производились по четырём основным линиям, связывающим окраины города. В последующие годы идёт интенсивное развитие автопарка. К 1953 году он вырос до 111 единиц. Примерно с этого же времени начинают расти автобусные пассажирские перевозки, которые к 1958 году составили почти шестьдесят процентов от общего объёма пассажирских перевозок. В ноябре 1958 года на базе облавтотреста организовывается Новосибирское областное управление автотранспорта, в составе которого был реорганизован Новосибирский городской автотранспортный трест. Летом 1959 года на базе бывшего автотранспортного хозяйства №3 образовали пассажирское АТХ №2. Его парк насчитывал более 60 автобусов и около 70 легковых машин.
После постройки Коммунального (Октябрьского) моста в 1955 году были пущены маршруты через Обь, появились новые автобусы, приспособленные к зимним условиям. 1956-1960 годы стали периодом интенсивного развития пассажирского автотранспортного хозяйства. Подвижной состав достиг 164 единиц. В 1960 году Новосибирский городской автотранспортный трест переименовали в Новосибирский городской автотрест пассажирских перевозок.
В 1961-1965 годах продолжалось интенсивное развитие автотранспорта в Новосибирске. Подвижной состав за это время увеличился более чем в два раза. В начале 1965 года автопредприятия Новосибирского городского автотреста переименовали. К 1967 году их осталось восемь: новосибирские пассажирские автотранспортные предприятия (НПАТП) №№ 1 — 8. В конце 1966 года Новосибирский городской автотрест и подчинённые ему автохозяйства были переданы из Новосибирского управления автомобильным транспортом в ведение Западно-Сибирского территориального управления. В конце 1975 года вошло в строй новое автотранспортное предприятие — ПАТП №9.
К 70-м годам в были в основном сформированы существующие автобусные маршруты, была построена сеть депо, осуществлявших техническое обслуживание разросшегося автобусного парка.
В 1983 году появляется новое пассажирское автотранспортное предприятие — ПАТП №10. В 1985 году автобусный парк насчитывал более 1600 единиц.
В конце 1981 года в самостоятельное предприятие — Новосибирское объединение автовокзалов и пассажирских станций — выделился автовокзал сибирской столицы.
90-е годы стали нелёгким испытанием для общественного транспорта Новосибирска. Хронически недостаточное финансирование и как следствие - трудности с материально-техническим обеспечением привели к тому, что городской совет (ставший к тому времени муниципалитетом) принял решение о передаче части автотранспорта в частные руки, а также разрешил создание частных предприятий-автоперевозчиков. Это позволило более-менее сохранить транспортный парк города, хотя возникали другие проблемы - контроль за соблюдением частниками расписания, компенсация проезда многочисленных льготников. С 1996 года на автобусы наносятся инвентарные номера от 1100 до 101199 в зависимости от номера ПАТП. 
На 2020 год большую часть городского автобусного парка составляют автобусы российского, белорусского, корейского и китайского производства. По сравнению с 1991 годом возросло количество пригородных маршрутов: вследствие продления (138) или перенумерации из муниципальных (139, 141, 170, 280). На многих пригородных маршрутах (112, 139, 170, 189, 227, 311, 399) большая часть перевозок осуществляется в черте города.

## Подвижной состав
На линиях маршрутов предприятия "Новосибгортранс" в основном использовались автобусы Белорусского производства (МАЗ, и когда вместо НГТ, был ПАТП-4). До 2015 года также использовались автобусы ПАЗ, а в настоящее время (с 2020-2022 годов) начали эксплуатироваться газовые МАЗ-103.965 (Только в Автоучастке №1 или ПАТП-4), НефАЗ-5299-30-57 и НефАЗ-5299-40-57 (Все Автоучастки или ПАТП-4, ПАТП-10, ПАТП-8), вытеснившие собой автобусы МАЗ-103.075, МАЗ-103.469 и МАЗ-104. А с 2022 года на некоторых  маршрутах Новосибгортранса  введены в эксплуатацию автобусы ПАЗ-320415-04 «Vector NEXT 8.8» (Нету у Автоучастка №3 или у ПАТП-8)
Коммерческие маршруты обслуживаются автобусами большой вместимости отечественного (ЛиАЗ-5256, НефАЗ-5299, Volgabus-5270), китайского (Zhong Tong) и корейского (Hyundai) производства. Также широко используются автобусы ПАЗ-3205. Они, в частности, представляют большую часть подвижного состава на пригородных маршрутах.

### В настоящее время
- Volgabus-5270
- ГАЗель NEXT
- Луидор-2250DS
- ЛиАЗ-5256
- ЛиАЗ-5292
- МАЗ-103
- МАЗ-206 (в заказных маршрутов)
- НефАЗ-5299 (-20-ХX)
- НефАЗ-5299-30-56
- НефАЗ-5299-40-57
- НефАЗ-5299-30-57
- ПАЗ-4234
- ПАЗ-320415-14 «Вектор Next»
- Peugeot Boxer
- Iveco Daily
- Нижегородец-FST613 (FIAT Ducato)
- Нижегородец-222702 (Ford Transit)
- Hyundai Aero City

## Предприятия пассажирского автотранспорта

### Муниципальные

#### АО "Новосибгортранс"
АО "Новосибгортранс" (ранее ПАТП-4 , ПАТП-10 и ПАТП-8) — единственное сохранившееся в городе муниципальное ПАТП. Находится в микрорайоне КСМ Первомайского района.
В настоящее время в составе НГТ находится одна автобусная колонна, осуществляющая междугородние перевозки. Основными моделями междугородних автобусов являются Hyundai, King Long и НефАЗ.  
До 2009 года структурным подразделением МКП ПАТП-4 являлся Новосибирский автовокзал, ныне переданный на обслуживание группе компаний "Автосервис". До 2022 года в ПАТП была городская автоколонна, ныне переданная группе компаний “Новосибгортранс“ с филиалами на Мичуринском Сельсовете (возле микрорайона «ОбьГЭС») на Проезде Автомобилистов, 1 и на Северном Проезде (Кировский Район, возле Затулинского Жилмассива) в доме 49/4 корпус 1. 
Маршруты Правого берега: 5, 21, 23, 36, 38, 50, 52, 54, 54к, 65, 68, 72, 96. 
Маршруты Левого берега: 5, 45, 45к, 88, 96, 112.  
Ранее обслуживались маршруты: 2, 7, 8, 16, 20, 65а,69, 116, 117, 139, 170, 716д, 718.

#### АО "НСК Транс"
Предприятие, не имеющее собственного подвижного состава и привлекающее для работы на маршрутах подвижной состав, принадлежащий другим физическим или юридическим лицам.
Работает на таксомоторных маршрутах 14, 29, 29а, 44, 44а, 45, 63. 

#### Муниципальные перевозчики районов Новосибирской области
Маршрут 130 обслуживается в том числе муниципальным предприятием "Мошковское АТП", а автобусный маршрут 224 - МУП "Колыванское АТП"

### Коммерческие
Среди коммерческих перевозчиков наиболее крупными являются группа компаний "Новосибирскпрофстрой-ПАТП-1", ООО "Автоальянс", ООО "Регион-Автоцентр", ООО "Предприятие СИБНИКМА", ИП Грицев Андрей Леонидович | ООО "Ком Пасс", ИП Кобенко Вячеслав Александрович.

## Маршруты

### История
С 90-х годов XX века и до 2013 года все муниципальные, коммерческие автобусы и маршрутные такси Новосибирска имели единый диапазон маршрутных номеров от 2 до 1999 и это делало Новосибирск единственным городом России, где использовалась четырёхзначная числовая нумерация маршрутов общественного транспорта.
Столь необычной нумерации город был обязан явлению коммерческого транспорта в конце XX века. Рейсы коммерческих автобусов и маршрутных такси не получали субсидий от городского бюджета, а значит не осуществляли бесплатную перевозку многочисленных льготников. Для отличия коммерческих рейсов от «государственных» было решено добавить цифру в их маршрутные номера. "Коммерческим" дублям муниципальных маршрутов присваивались номера, заканчивающиеся на такие же цифры, что и дублируемые ими маршруты. Но тогда номера коммерческих маршрутов становились бы похожими на трехзначные пригородные, поэтому номера стали четырёхзначными, где первая цифра (всегда — 1), указывала на коммерческую принадлежность, вторая должна была указывать пригородный это маршрут или городской, последние обозначали бы направление,. Но с дальнейшим развитием коммерческого транспорта появилась мода на «красивые» номера, например 1111 или 1999, что окончательно привело к спутыванию чисто городских и пригородных маршрутов.  
Со временем распространилась безналичная система оплаты проезда с помощью бесконтактных смарт-карт, в т. ч. и на коммерческом транспорте и у мэрии появилась возможность расплачиваться с коммерческими перевозчиками за льготников. Таким образом, исчезла разница между коммерческим перевозчиком и муниципальным, отпала необходимость «отличаться».

### Современное состояние
С апреля 2013 года мэрией было принято решение отказаться от четырёхзначной нумерации и ликвидировать дублирование маршрутов. По мере торгов на маршрутах прописываются новые — путём оставления последних значащих цифр, при совпадении с уже существующими должен присваиваться абсолютно новый номер. Последний маршрут с четырёхзначным номером действовал в левобережной части города (№1250) и 12 октября 2021 года прекратил работу.
Помимо этого в соответствие с законодательством приведена маршрутная сеть пригородной зоны. Автобусные маршруты №28, №39, №41, №47 и №70, в течение долгого времени считавшиеся городскими и находившимися под управлением мэрии, получили статус пригородных и были переданы в ведение Министерства транспорта и дорожного хозяйства Новосибирской области.
В настоящее время маршруты имеют следующую нумерацию:
- 3–99: автобусные маршруты, подведомственные мэрии города, проходящие полностью по территории города и у которых обе конечных находятся в черте города. Исключения: маршруты до Пашино, ОбьГЭС (27, 42, 45, 45к, 46, 53, 88)[11]. Часть трассы этих маршрутов проходит по территории Новосибирского района. Автобусный маршрут 64, имеет одну из конечных у ТЦ Мегаполис, территориально расположенного в селе Верх-Тула Новосибирского района, в 300 метрах от административной границы города.
- 101–107, 109–289, 399, 510, 513, 519, 520, 565,711: пригородные автобусы, имеющие одну конечную в Новосибирске, а другую в населённом пункте пригородной зоны, либо обе конечные в населённых пунктах пригородной зоны, следующие через Новосибирск транзитом (115, 117, 124, 212).
- 108, 301–380: пригородные маршрутные такси.  Маршрутное такси 353, считаясь пригородным, имеет вторую конечную снова в черте города (на окраине поселка Пашино), а в пригороде пролегает только в границах поселка Садовый, что составляет около трети от всей длины маршрута. Фактически это городское маршрутное такси, как и другие следующие до Пашино.
- 501–599: междугородные автобусные маршруты (кроме пригородных 510, 513, 519, 520, 565 и 566).
- 603–611: дежурные автобусы АО "НГТ".
- 716, 716д, 717, 717е, 718, 1170, 1702, 1703, 1705 — дачные автобусы.

## Маршрутная сеть
Существующая в настоящее время маршрутная сеть города - наследие периода становления рынка пассажирских перевозок в 90-е годы. В этот период появлялось большое количество коммерческих автобусных маршрутов, многие из которых обслуживались троллейбусными и трамвайными депо или муниципальными ПАТП. Часто коммерческие маршруты были дублями муниципальных, также коммерческие маршруты открывали торговые организации - Гусинобродский вещевой рынок, торговый город "Левобережный", Димитровский рынок. Подобные маршруты работают и сейчас, но, как правило, не имеют номеров и не внесены в Реестр (кроме маршрута №91). Большая часть маршрутов, обслуживавших Гусинобродский рынок, в настоящее время закрыта или перенаправлена, главным образом — на Плющихинский жилмассив. 
В городе существует большое количество автобусных маршрутов, курсирующих через весь город (6, 13, 14, 18, 28, 39, 64, 79, 96), что является нетипичным для города с населением более миллиона человек, тем более имеющего в распоряжении метрополитен.
При сравнительно большом количестве маршрутов, из некоторых частей города (Водозабор, посёлок Геологов) нельзя без пересадок доехать даже до ближайшей станции метро. В других случаях, до станции метро можно добраться лишь на маршрутном такси, где отсутствуют льготы (в т. ч. перевозки по картам).

### Дублирование муниципального общественного транспорта в Новосибирске частными автобусными маршрутами
Конкуренция между муниципальным и коммерческим транспортом привела к увеличению степени дублирования маршрутов друг другом. Дублирование может рассматриваться и положительно - повышается надежность транспортного обслуживания, пассажиру предоставляется альтернатива: быстрый и комфортный коммерческий или медленный и менее удобный, но дешёвый и пунктуальный "социальный" транспорт. Однако дублирование также снижает экономическую эффективность использования каждой единицы транспорта, приводит к неуместной конкуренции за пассажиров непосредственно на дороге (простои на остановках в ожидании пассажиров, обгоны). Некритичное отношение к дублированию создало ситуацию, когда даже автобусы и маршрутные такси, принадлежащие разным перевозчикам, дублируют друг друга. Например, автобусный маршрут №64 полностью включает в себя автобусный маршрут №34.

#### Дублирование метрополитена
Метрополитен предназначен освобождения перегруженных улиц, поэтому следование маршрута наземного транспорта, особенно автобуса или маршрутного такси вслед за линией метрополитена нивелирует положительный эффект от внеуличного транспорта: улицы переполнены полупустыми автобусами, а метро не работает на полную мощность, несёт постоянные издержки, объём которых не зависит от пассажиропотока.
Новосибирский Метрополитен

#### Дублирование трамвайных маршрутов
- Новосибирский трамвай

#### Дублирование троллейбусных маршрутов
По современным представлениям троллейбус не считается отдельным видом транспорта. Наряду с электробусом это просто разновидность автобуса на электрической тяге. Поэтому дублирование троллейбусов автобусами рассматривается как неразумная конкуренция и дезинформация пассажиров.
| Маршрут(ы) автобуса   | Дублируемый участок | Маршрут(ы) троллейбуса | Примечание                                                                                               |
| --------------------- | --- | ---------------------- | --- |
| 6                     | От ост. Затулинский ж/м до ост. ГПНТБ | 8                      | |
| 6                     | От ост. ГПНТБ до ост. Улица Амбулаторная (Александра Анцупова) | 10                     | |
| 9, 124, 212, 227, 233 | От остановки "Молкомбинат" до остановки "ЭЛСИБ" | 26                     | Маршрут 233 от Площади Кирова до Хилокского Рынка, а в обратном направлении заезжает в Посёлок Тулинский |
| 13                    | От станции метро Речной вокзал до остановки "Достоевского" и далее от остановки "Калининский универмаг" до остановки "Учительская".                                | 13                     | |
| 14                    | От остановки "Площадь Станиславского" до остановки "Фабричная" и далее от остановки "Плановая" до остановки "АЗС"                                                  | 24                     | К сторону Учительской, а к сторону улицы Объединение до Завода Химконцентратов                           |
| 18, 75                | От остановки "ГПНТБ" до ТЭЦ-5 | 8                      | |
| 24                    | От остановки "Индустриальная" до "Магазина Кристалл" | 4, 8                   | |
| 28                    | От станции метро Речной вокзал до остановки "Достоевского" и далее от остановки "Калининский универмаг" до остановки "Учительская".                                | 13                     | |
| 28                    | От Площади Калинина до остановки "Поликлиника" | 24                     | Не учитывается ЖК Северная Корона                                                                        |
| 30, 95, 98            | От остановки "Волочаевский Жилмассив" до остановки "Цветущая Плющиха"                                                                                              | 22                     | |
| 64                    | От остановки "Станиславский жилмассив" до остановки "Фабричная", далее от остановки "Плановая" до остановки "АЗС" и дальше от "Улицы Рассветная" до "Улицы Краузе" | 24                     | К сторону Учительской (АЗС), а к стороны улицы Объединение до "Завода Химконцентратов"                   |
| 95                    | От конечной на Лазурной улице до перекрёстка Фрунзе и Красного проспекта.                                                                                          | 36                     | |
| 98                    | От ГПНТБ до ул. Дмитрия Донского. | 5                      | |
| 105, 110, 225к        | От Площади Калинина до остановки "Объединение №4" | 5                      | До Микрорайона Стрижи                                                                                    |
| 112                   | От площади Маркса до остановки "Завод Медпрепаратов". | 4                      | межмуниципальный с интервалом 30 минут                                                                   |
| 114, 120, 220         | От остановки "Завод Дрожжевой" до Площади Маркса | 35                     | Троллейбусный Маршрут №29 проходит через улица Ватутина                                                  |

.

### Дезинформирующая нумерация маршрутов
Нумерация маршрутов автобусного транспорта в Новосибирске достаточно запутанная. Пассажиры на улице, особенно приезжие из других городов могут оказаться дезинформированы из-за того, что нумерация маршрутов автобусов и маршрутных такси в Новосибирске ведется отдельно друг от друга, поэтому есть маршруты-тезки. Общего правила для использования номеров маршрутов автобусов и маршрутных такси, исключающего путаницу пассажиров, в Новосибирске не выработано. Кроме этого, в Новосибирске часто присваивают новым маршрутам номера, относительно недавно вышедшие из оборота, ещё сохраняющиеся в памяти пассажиров. 

#### Пригородные автобусы и маршрутные такси с похожими номерами
Некоторые пригородные маршрутные такси, имеющие трёхзначный номер, начинающийся с цифры 3, дублируют автобусы с аналогичным маршрутом, начинающимся с цифры 1. В частности, маршрутные такси 320, 338, 339, 347 дублируют автобусы 120, 138, 139, 147. Кроме этого, маршрутное такси 380 дублирует автобус 280. У пассажира, знающего об этих совпадениях, но не знающего пригородной маршрутной сети в целом, может сложиться ошибочное впечатление о том, что все подобные маршруты являются дублями друг друга. При этом часто данные маршруты дублируют друг друга, но не полностью:
- 103 автобус и 303 маршрутное такси. 103 автобус имеет конечную в селе Верх-Тула. 303 маршрутное такси также следует через него, но конечная у него дальше — в посёлке Крупской.

Маршруты автобуса, такси и элекротранспорта с одинаковыми номерами имеют совпадающие остановки или участки, но обслуживают разные направления
- 8 автобус соединяет Академгородок с центром города, маршрутное такси идет от метро Золотая Нива через Октябрьский район и центр правобережья в пос. Северный. Совпадают от ост. Вокзал-Главный до ост. Дом Ленина. 8 троллейбус следует из Затулинского жилмассива через Октябрьский мост в Октябрьский район. С маршрутным такси №8 имеется две общих остановки около ГПНТБ.
- 12 автобус и маршрутка совпадают на небольшом участке улицы Титова. Сев на маршрутку вместо автобуса, пассажир может вместо станции метро "Площадь Маркса" уехать на правый берег.
- 13 - совпадают на коротком участке в центре. Если пассажир, выйдя из метро "Красный проспект" или "Гагаринская", сядет в маршрутку вместо автобуса в северном направлении, то она увезет на перекрёсток ул. Богдана Хмельницкого и Учительской через Кропоткина и Авиастроителей вместо площади Калинина и Богдана Хмельницкого. На том же участке проходит и троллейбус №13.
- 28 автобус и маршрутное такси обслуживают разные районы, но имеют три общие остановки в районе метро «Заельцовская».
- 30 автобус и маршрутное такси обслуживают разные, но близко расположенные районы, совпадают на трех остановках в районе метро «Заельцовская», и в районе проспекта Дзержинского, а также на пересечении Гусинобродского шоссе и Доватора.
- 34 автобус и маршрутка совпадают большую часть маршрута: от конечной остановки "Вокзал Новосибирск Главный" до перекрёстка улиц Краузе и Земнухова. Пассажир, ждущий на улице Тюленина автобус в направлении железнодорожного вокзала может ошибочно сесть в маршрутное такси и уехать в направлении ЖК Северная Корона.
- 52 автобус и маршрутное такси полностью дублирует, но маршрутное такси разворачивается в Цветном Проезде, в свою очередь автобус доезжает до улицы Белоусова через Шлюз, а маршрутное такси на эту улицу не доезжает.
- 73 автобус работает только в микрорайоне Пашино, территориально отделённого от основной части города, объезжая его окраинные улицы, маршрутное такси связывает его с основной частью города. Совпадают вдоль улиц Новоуральской, Чекалина и Магистральной.

Привычный номер долго существовавшего маршрута передается вновь создаваемому маршруту в другой части города.
- Маршрут № 139 "Цветной проезд - ГНЦВБ Вектор" в течение долгого времени носил номер 39. Сейчас номер 39 присвоен автобусу с бывшим номером 1239.
- Маршрут № 141 "Цветной проезд - Краснообск" в течение долгого времени носил номер 41. Ранее номер 41 присвоен автобусу с бывшим номером 1141, а сейчас 41 (1141) был отменён.
- Маршрут № 280 "Цветной проезд - Каинская Заимка" в течение долгого времени носил номер 28. Сейчас номер 28 присвоен автобусу с бывшим номером 1038.
- Маршрут № 138 "Общественный торговый центр (улица Демакова) - станция Издревая" в течение долгого времени носил 38. Сейчас номер 38 присвоен автобусу от Цветного проезда до Инской УМ-3.

### Разветвление маршрутной сети
Новосибирск имеет достаточно разветвлённую маршрутную сеть. На первый взгляд, данное обстоятельство является плюсом, однако на практике затрудняет использование пассажирского транспорта.
Разные остановочные пункты для посадки на транспорт, следующий в одном направлении
- Автобусы 27 и 42, следующие в направлении посёлка Пашино, следуют через остановки "Площадь Калинина", "НИИЖТ", "Горбольница" и т.д., 53 также следует в направлении Пашино - через остановки "Метро Заельцовская", "ДК Энергия", "ул. Северная" и т.д.

Транспорт в направлении одной остановки следует по разным сторонам улицы
- Автобусы 18 и 75 имеют общую конечную "Ключ-Камышенское Плато" и, среди прочих, общую остановку "Никитина" на ул. Кирова.
- Автобусы 6 и 60 имеют общую конечную "Полевая" и, среди прочих, общую остановку "Метро Площадь Маркса" (напротив выхода из ТРЦ "Версаль"). Однако через данную остановку автобус 6 едет в сторону остановки "Полевая", а 60 - от неё.
- Автобусы 43 и 55 имеют имеют несколько общих остановок в микрорайоне "Чистая Слобода"  (в том числе одноимённую конечную), а также общий остановки на ул. Станиславского ("Пл. Труда", "ПКиО Кирова", "Монумент славы", "Пл. Станиславского"). Однако для посадки на 43 автобус в направлении указанного микрорайона следует воспользоваться остановками на нечётной стороне ул. Станиславского, а на 55 - на чётной. Схожее явление можно наблюдать на улицах  Пархоменко и Фасадной. 55 автобус по указанным улицам следует только в сторону конечной "Микрорайон Чистая Слобода", 43 - только в обратном направлении.

## Перспективы развития
В настоящее время транспортная политика департамента транспорта мэрии города предусматривает снижение численности и объёма перевозок маршрутными такси в пользу автобусов. Для этого вводятся новые автобусные маршруты, часто дублирующие маршрутные такси. Например, в конце 2015 - начале 2016 года введен маршрут 75 (как дубль 45 маршрутного такси), а в июне 2021 года заработал автобус №399, заменив маршрутное такси с тем же номером. В 2022 году, ввиду закупки автобусов на газовом топливе, на 54 маршрут «Вокзал Новосибирск-Главный — ул. Твардовского» увеличили количество автобусов и закрыли маршрутное такси 1, следующее по тому же маршруту; вместо отменённого маршрутного такси 5 «Чемской бор — ст. м. Студенческая» по тому же маршруту запустили муниципальный автобус 45к в режиме экспресс.
Однако в городе отсутствует достаточная инфраструктура для обслуживания газовых автобусов. При этом, в перспективе наблюдается открытие АГНКС возле автопарка ПАТП-4 для удобства заправки муниципальных автобусов.

## Пригородное и междугороднее сообщение
В пригородном сообщении автобусы отправляются не только с автовокзала, но также от транспортно-пересадочных узлов, а некоторые, обслуживающие самые ближние пригороды -  работают как городские, т.е. заехав в город, следуют далее через несколько транспортно-пересадочных узлов.
Междугороднее сообщение осуществляется с автовокзала и автостанций.
В декабре 2019 года введён в эксплуатацию новый автовокзал, названный «Новосибирский автовокзал — Главный». Он находится на выезде из города в направлении Кемеровской области, на Гусинобродском шоссе, вблизи пересечения его с улицей Докучаева.
До этого междугороднее сообщение считалось проблемой города, потому что старый автовокзал по адресу Красный проспект, 4, открытый в 1964 году, имел много недостатков. Здание старого вокзала было маленьким, рядом с ним не было построено станции метро и так и не сформировался транспортно-пересадочный узел. При этом вокзал располагался близко к географическому центру города, в перегруженном узле улиц Большевистской, Фабричной, Ипподромской и Красного проспекта. Выезд автобусов с перрона вокзала на городские улицы был неудобным. Кроме того, автобусы тратили до 60 минут для выезда на загородные шоссе. Мест для парковки такси и для автомобилей встречающих практически было. Начатая в 2006 году реконструкция вокзала так и не была завершена - фактически в течение 14 лет пассажиров обслуживали в объекте незавершенного строительства, что создавало дополнительные неудобства и критику горожан. С вводом нового автовокзала в декабре 2019 года старый выполнял функции автостанции: рейсы начинались от автовокзала "Главный", затем все, кроме следующих по Гусинобродскому шоссе на восток, делали здесь промежуточную остановку. С 6 апреля 2020 года этот автовокзал окончательно закрыт.
В дальнейшем на выездах из города планируется построить сеть автовокзалов. До строительства автовокзалов в разных частях города и агломерации организованы автостанции - на улицах Хилокской, Станиславского, площади Гарина-Михайловского, у метро "Речной вокзал" и в аэропорту Толмачево.